# 京格赛姆
京格赛姆（法語：Kingersheim，法語發音：[kiŋ(ɡ)əʁsaim] ⓘ），法国东北部城市，大东部大区上莱茵省的一个市镇，隶属于米卢斯区，其市镇面积为6.69平方公里，2022年1月1日时人口数量为13,265人，在法国城市中排名第740位。
京格赛姆位于上莱茵省南部，米卢斯市区北部，是米卢斯的一个近郊卫星城。

## 地名来源
“Kingersheim”一名最初于公元1195年以“Kekingsem”的形式被记载，13世纪后转写为“Cungerisheim”，意为“庇护所下的居民”。
京格赛姆所处区域历史上通行阿尔萨斯语，“Kingersheim”对应的阿尔萨斯语拼写为“Kíngerscha”或“Kíngersche”，其对应的读音为“[kiŋ(ə)ʁ̥ʃə]”。1871至1918年间，京格赛姆被普鲁士统治，当地官方使用与“Kingersheim”相同拼写的德语名称。

## 历史

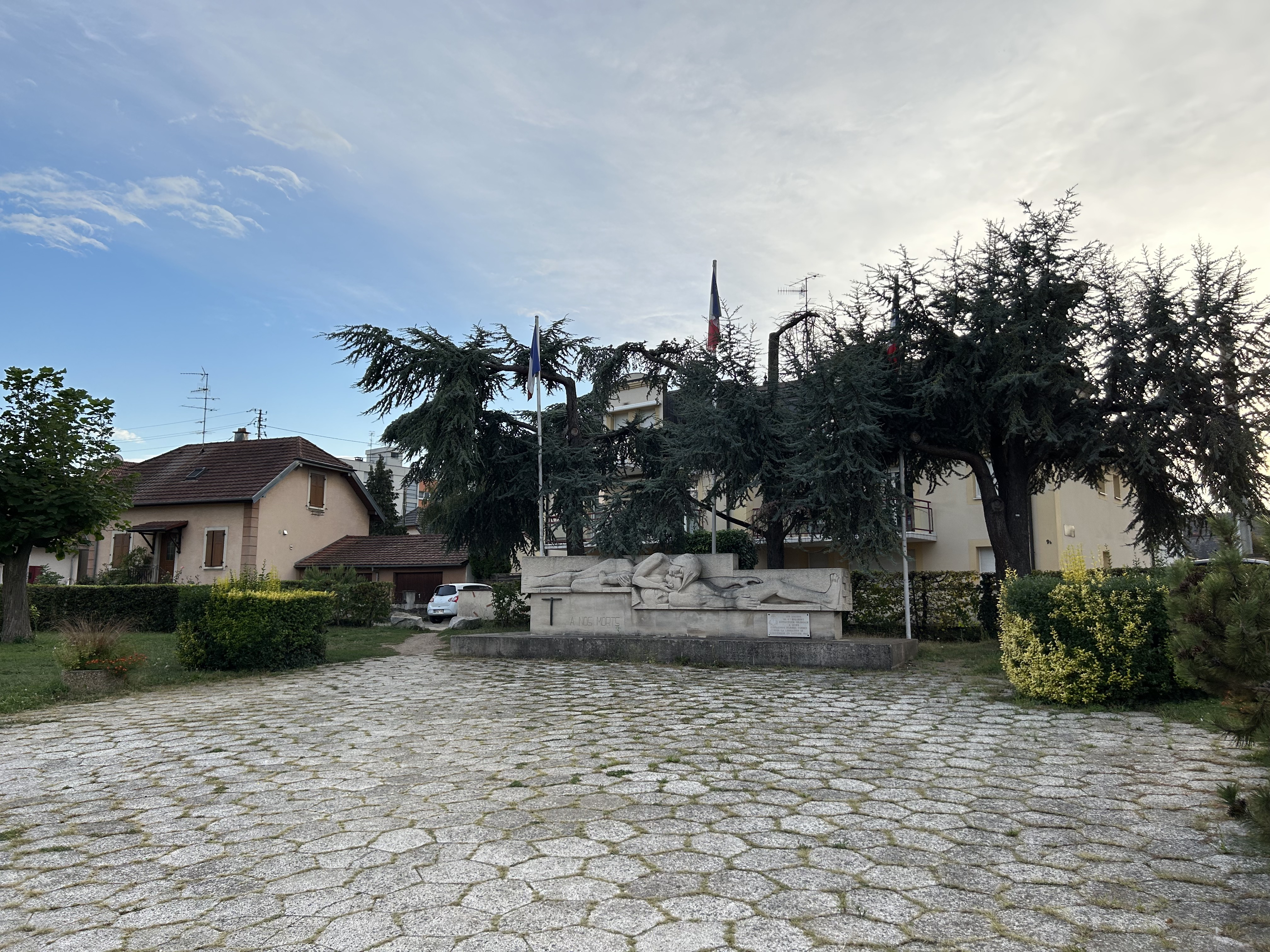
京格赛姆的一处烈士纪念碑

京格赛姆的早期历史尚不清楚。根据当地官方网站的论述，京格赛姆聚落的形成可能与中世纪中期当地的一处城堡有关。公元15世纪时，哈布斯堡将京格赛姆册封给了昂德洛家族。法国大革命后，京格赛姆成为上莱茵省的一个市镇，隶属于阿尔特基什区。1834年，一位米卢斯企业家购买了京格赛姆城堡并将其改建成为瓦画绘制（toiles peintes）作坊，此后当地又出现了一家印染厂。普法战争结束后，京格赛姆及其所处的阿尔萨斯-洛林地区被划入德意志帝国，并被划入新设立的米尔豪森县。19世纪末，Weiss&Fries在京格赛姆创建Tival服装工厂。一战结束后，阿尔萨斯-洛林地区根据《凡尔赛条约》重归法国，京格赛姆改属米卢斯区。直至20世纪20年代初，京格赛姆尚为一个人口不足一千的普通农业市镇。此后，得益于工业的发展及米卢斯的城市扩张，京格赛姆人口数量逐年增加，鼎盛时期当地仅Tival服装工厂就有超过800名在职工人。第二次世界大战期间，京格赛姆被纳粹德军占领。20世纪60年代，受到能源危机等因素的影响，京格赛姆境内的大型工厂相继关闭。2000年，Tival服装厂旧址被改建成为一处文化交流中心。
在地方文化研究方面，当地的地方史爱好者于1979年创建了京格赛姆历史社团（Société d’Histoire de Kingersheim）。

## 地理

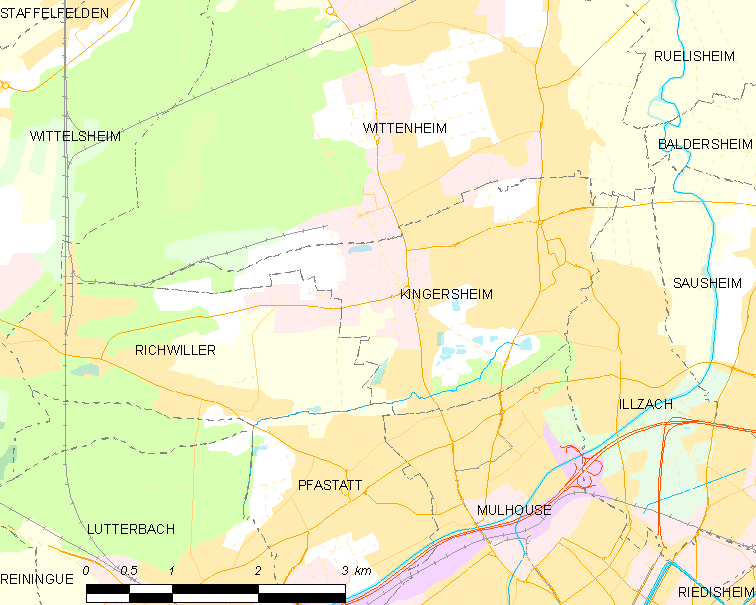
京格赛姆市镇范围地图

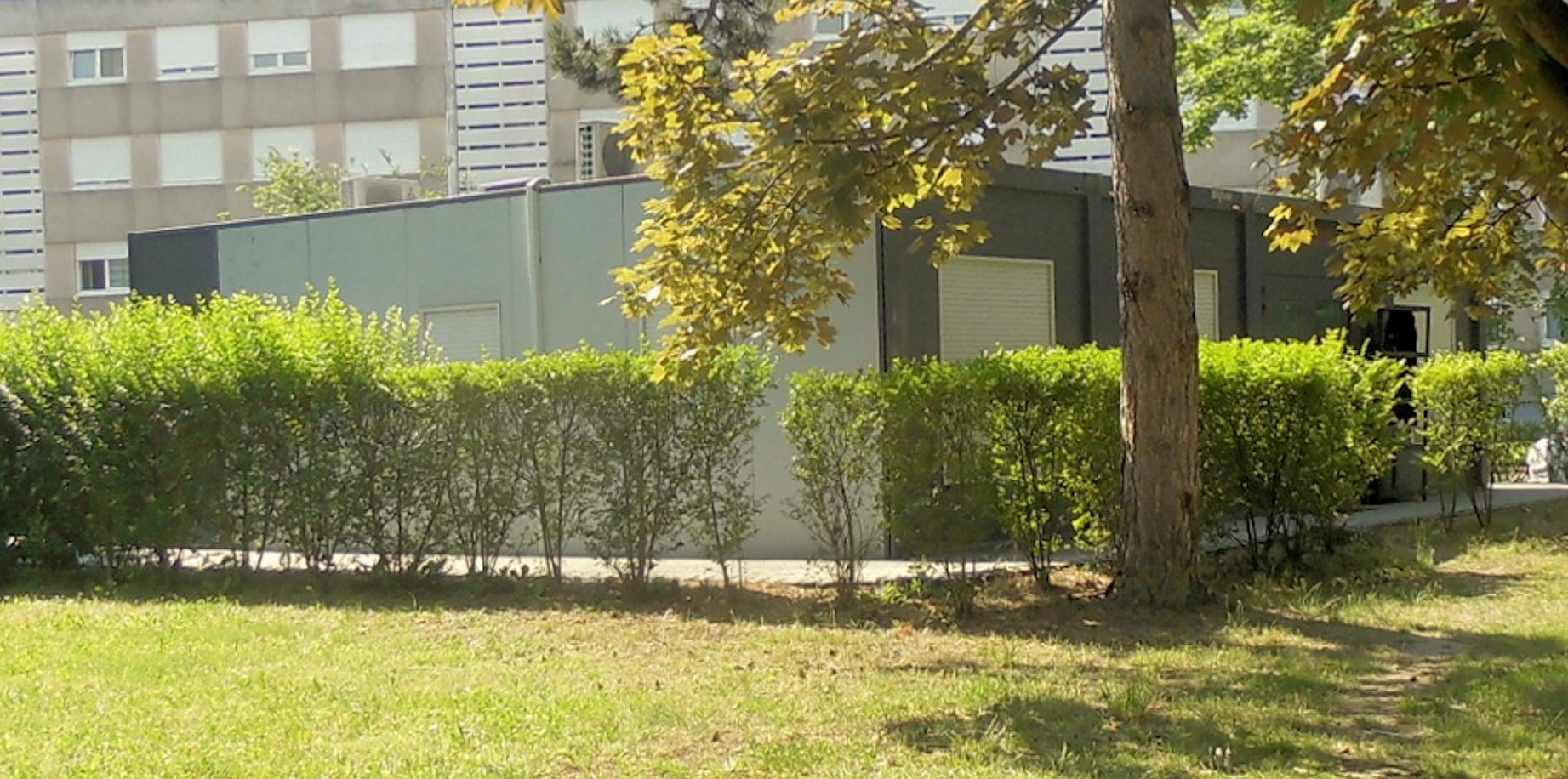
一处人工绿地

京格赛姆位于法国东北部，大东部大区东南部和上莱茵省南部，距离省会科尔马大约35公里。与京格赛姆接壤的市镇包括：米卢斯、维特奈姆、里什维莱尔、法斯塔特和伊尔扎克。

### 地形
京格赛姆位于莱茵河左岸平原腹地，境内以平原为主，市镇中心地势较为平坦，全境海拔在227到250米之间。

### 水文
京格赛姆位于莱茵河流域范围内，多勒巴赫莱因河则自西南向东北横穿市镇，市镇南部有多处采石场关闭后形成的湖泊。

### 植被
京格赛姆属于温带阔叶混交林区，镇中心有莱格拉维耶尔公园（Parc des Gravières），市镇范围南部有大片林地分布。
在鲜花城市的评比中，京格赛姆被评为2星级鲜花城市。

### 气候
京格赛姆在柯本气候分类法中属于温带海洋性气候（Cfb）。
距离京格赛姆最近的常年气象站位于米卢斯境内，以下为该气象站的数据（其中日照数据取自圣路易气象站）：
| 米卢斯 1981年－2019年 | 米卢斯 1981年－2019年 | 米卢斯 1981年－2019年 | 米卢斯 1981年－2019年 | 米卢斯 1981年－2019年 | 米卢斯 1981年－2019年 | 米卢斯 1981年－2019年 | 米卢斯 1981年－2019年 | 米卢斯 1981年－2019年 | 米卢斯 1981年－2019年 | 米卢斯 1981年－2019年 | 米卢斯 1981年－2019年 | 米卢斯 1981年－2019年 | 米卢斯 1981年－2019年 |
| 月份                  | 1月                   | 2月                   | 3月                   | 4月                   | 5月                   | 6月                   | 7月                   | 8月                   | 9月                   | 10月                  | 11月                  | 12月                  | 全年                  |
| --------------------- | --------------------- | --------------------- | --------------------- | --------------------- | --------------------- | --------------------- | --------------------- | --------------------- | --------------------- | --------------------- | --------------------- | --------------------- | --------------------- |
| 历史最高温 °C（°F）   | 18.3 (64.9)           | 21.9 (71.4)           | 26.1 (79.0)           | 30 (86)               | 33.3 (91.9)           | 37.6 (99.7)           | 38.9 (102.0)          | 39.4 (102.9)          | 34.1 (93.4)           | 29.6 (85.3)           | 24.3 (75.7)           | 19.9 (67.8)           | 39.4 (102.9)          |
| 平均高温 °C（°F）     | 4.6 (40.3)            | 6.6 (43.9)            | 11.5 (52.7)           | 15.6 (60.1)           | 20.2 (68.4)           | 23.6 (74.5)           | 26 (79)               | 25.7 (78.3)           | 21.1 (70.0)           | 15.7 (60.3)           | 9 (48)                | 5.4 (41.7)            | 15.4 (59.7)           |
| 日均气温 °C（°F）     | 1.7 (35.1)            | 2.8 (37.0)            | 6.7 (44.1)            | 10.1 (50.2)           | 14.6 (58.3)           | 17.9 (64.2)           | 20 (68)               | 19.6 (67.3)           | 15.7 (60.3)           | 11.2 (52.2)           | 5.7 (42.3)            | 2.7 (36.9)            | 10.7 (51.3)           |
| 平均低温 °C（°F）     | −1.2 (29.8)           | −0.9 (30.4)           | 2 (36)                | 4.7 (40.5)            | 9.1 (48.4)            | 12.1 (53.8)           | 14 (57)               | 13.5 (56.3)           | 10.3 (50.5)           | 6.7 (44.1)            | 2.3 (36.1)            | 0 (32)                | 6.1 (43.0)            |
| 历史最低温 °C（°F）   | −20.2 (−4.4)          | −21.5 (−6.7)          | −17.2 (1.0)           | −6.3 (20.7)           | −3.1 (26.4)           | 0.9 (33.6)            | 4.3 (39.7)            | 4 (39)                | −0.6 (30.9)           | −6.7 (19.9)           | −13.4 (7.9)           | −19 (−2)              | −21.5 (−6.7)          |
| 平均降水量 mm（）     | 60.8 (2.39)           | 52.8 (2.08)           | 56.2 (2.21)           | 52.4 (2.06)           | 80.3 (3.16)           | 70.2 (2.76)           | 68.5 (2.70)           | 64.1 (2.52)           | 70.5 (2.78)           | 75.1 (2.96)           | 57.2 (2.25)           | 80.6 (3.17)           | 788.7 (31.05)         |
| 月均日照時數          | 74                    | 94.1                  | 138.1                 | 176.1                 | 200.1                 | 226                   | 241.3                 | 227.7                 | 164.3                 | 118.5                 | 67.8                  | 55.1                  | 1,783.1               |
| 来源：infoclimat      |                       |                       |                       |                       |                       |                       |                       |                       |                       |                       |                       |                       |                       |

## 行政区划
京格赛姆的市镇编号为68166，邮政编号为68260。
在行政管理方面，京格赛姆隶属于法国大东部大区上莱茵省米卢斯区；在地方选举方面，京格赛姆是京格赛姆县的中央投票站所在地，其市镇范围全境被划入上莱茵省第六选区；在社会管理方面，京格赛姆是米卢斯阿尔萨斯城市圈公共社区的组成部分。
截至2023年9月，京格赛姆市镇范围内暂无任何城市敏感街区及城市政策优先街区。
法国国家统计与经济研究所（简称）在进行数据统计时，将京格赛姆及相邻的另外19个市镇设为米卢斯城市核心区，并将包括核心区在内的周边共60个市镇划为米卢斯城市区。自2020年起，米卢斯城市区被包含132个市镇的米卢斯城市辐射区代替。此外，还将京格赛姆市镇分为了6个“块区”（IRIS），以便于统计人口分布情况。

## 交通

### 公路
上莱茵省省道D20线、D55线、D155线和D430线在京格赛姆境内交汇。
| 32 | 5 |

| 18 | 2.6 |

| 科尔马 | 39 |

| 恩西赛姆 | 9 |

| 米卢斯 | 5 |

| 伊尔扎克 | 2 |

| 法斯塔特 | 4.2 |

| 奥特马赛姆 | 16 |

2020年，83.1%的京格赛姆家庭拥有至少一辆私人汽车。2021年，京格赛姆境内共发生各类交通事故4起，造成1人遇难，7人受伤，其中2人重伤。

### 铁路

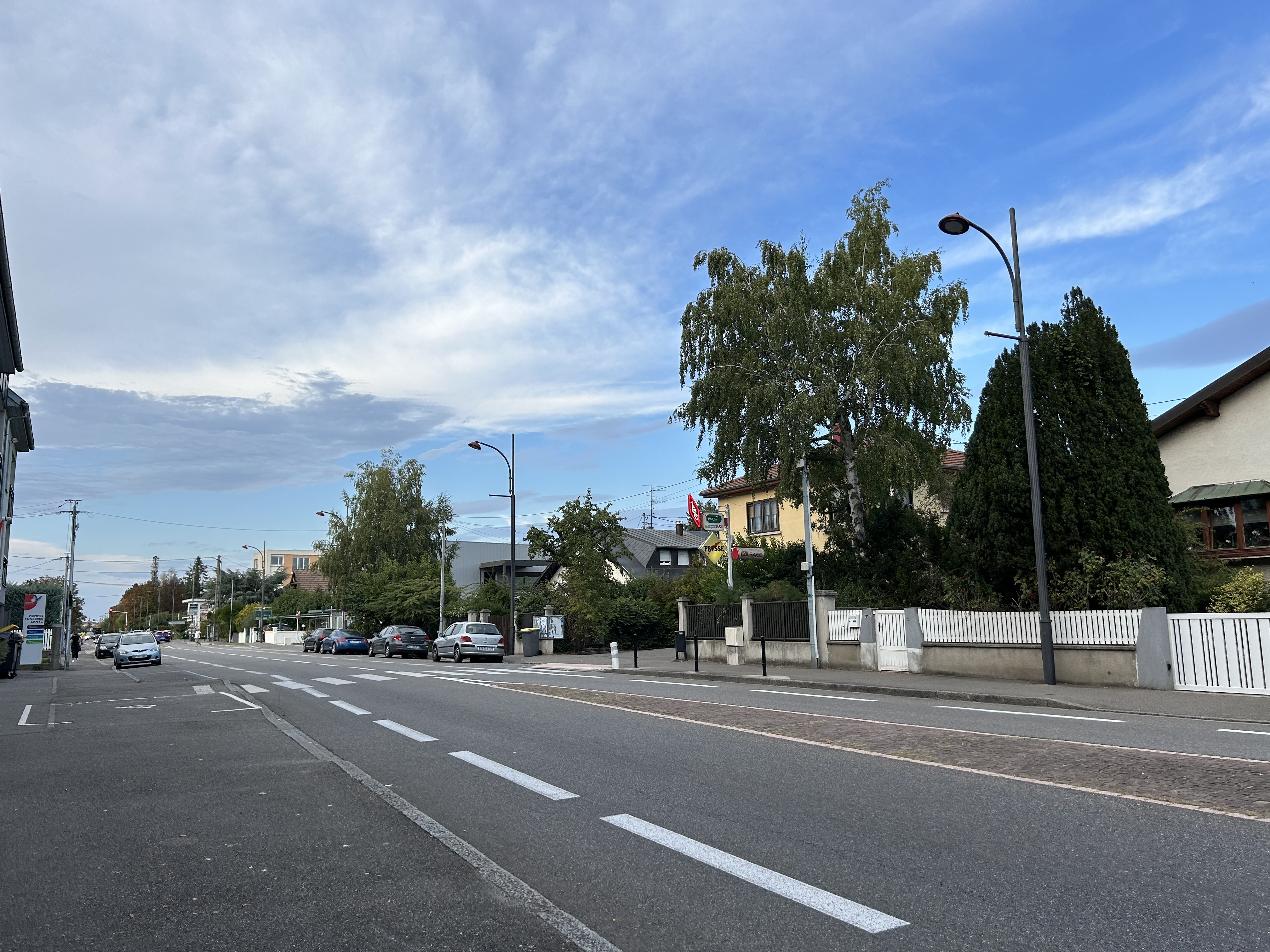
纵贯京格赛姆镇中心的米卢斯城郊街

距离京格赛姆最近的运营中的客运铁路车站为7公里外的米卢斯站，该站停靠前往巴黎、尼斯、蒙彼利埃、法兰克福、苏黎世的高速列车，以及前往巴黎、斯特拉斯堡、巴塞尔、贝尔福、米尔海姆和克吕特等方向的区域列车。

### 航空
距离京格赛姆最近的民用航空站为29公里外的巴塞尔-米卢斯-弗赖堡欧洲机场。

### 城市公共交通
京格赛姆是米卢斯城市公共交通（商业名称为“Soléa”）的服务范围，后者为米卢斯阿尔萨斯城市圈公共社区的公共交通系统。截至2023年8月，该系统共包括三条有轨电车线路和数十条公交线路，其中公交C4线、8路、9路和城际公交54路经过京格赛姆市区并设站。

## 政治

### 市政内阁

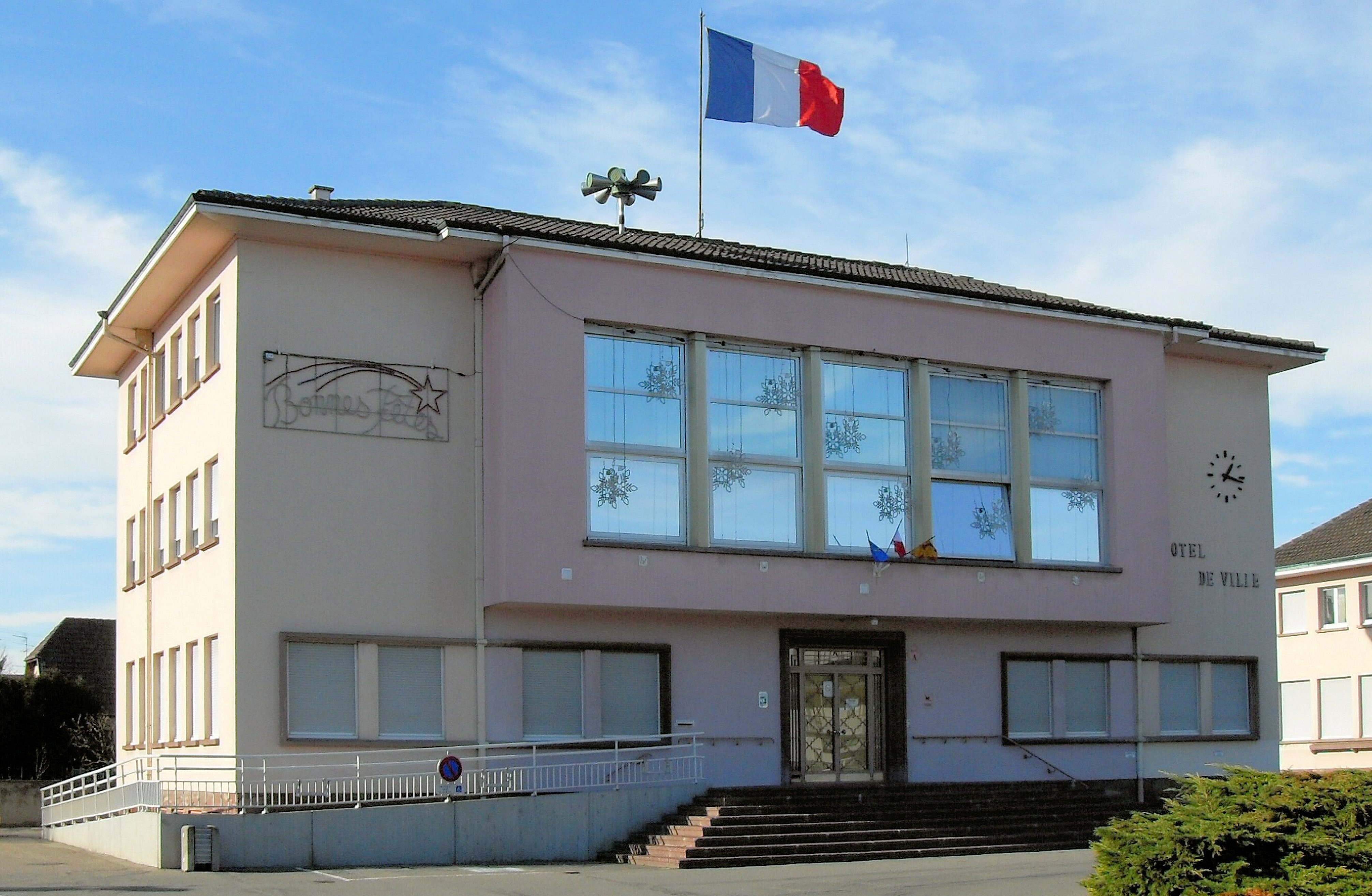
京格赛姆市政厅

京格赛姆的现任市长为洛朗·里什先生（Laurent RICHE），他是一名左翼无党派人士，在2020年的市政选举中获得了64.69%的支持率。
| 京格赛姆历届市长       | 京格赛姆历届市长               | 京格赛姆历届市长                        |
| 任期                   | 市长                           | 党派                                    |
| ---------------------- | ------------------------------ | --------------------------------------- |
| （1947年以前资料暂缺） |                                |                                         |
| 1947年－1971年         | Eugène BÉHÉ 欧仁·贝埃          | 不详                                    |
| 1971年－1989年         | Marius FISCHER 马里于斯·菲舍尔 | 不详                                    |
| 1989年－2020年         | Joseph SPIEGEL 约瑟夫·施皮格尔 | PS社会党 →DVG左翼无党派人士 →PP公共席位 |
| 2020年－               | Laurent RICHE 洛朗·里什        | DVG左翼无党派人士                       |

### 各级选举
| 京格赛姆历届投票选举结果 | 京格赛姆历届投票选举结果 | 京格赛姆历届投票选举结果 | 京格赛姆历届投票选举结果 | 京格赛姆历届投票选举结果    | 京格赛姆历届投票选举结果 | 京格赛姆历届投票选举结果 | 京格赛姆历届投票选举结果    | 京格赛姆历届投票选举结果 | 京格赛姆历届投票选举结果 |
| 选举项目                 | 选举范围                 | 选区单位                 | 选区单位内的选举结果     | 选区单位内的选举结果        | 选区单位内的选举结果     | 选区单位内的选举结果     | 选区单位内的选举结果        | 选区单位内的选举结果     | 参考资料                 |
| 选举项目                 | 选举范围                 | 选区单位                 | 第一轮胜出者             | 第一轮胜出者                | 支持率                   | 第二轮胜出者             | 第二轮胜出者                | 支持率                   | 参考资料                 |
| ------------------------ | ------------------------ | ------------------------ | ------------------------ | --------------------------- | ------------------------ | ------------------------ | --------------------------- | ------------------------ | ------------------------ |
| 2017年法國總統選舉       | 法國                     | 市镇                     |                          | 玛丽娜·勒庞                 | 29.71%                   |                          | 埃马纽埃尔·马克龙           | 57.09%                   | [ 25 ]                   |
| 2017年法国立法选举       | 上莱茵省第六选区         | 市镇                     |                          | 布律诺·富克斯               | 34.45%                   |                          | 布律诺·富克斯               | 62.15%                   | [ 25 ]                   |
| 2019年欧洲议会选举       | 法國                     | 市镇                     |                          | 若尔当·巴尔代拉             | 32.43%                   | （不适用）               | （不适用）                  | （不适用）               | [ 27 ]                   |
| 2021年法国省级选举       | 上莱茵省                 | 县                       |                          | 樊尚·哈根巴赫 法比耶娜·泽勒 | 43.57%                   |                          | 樊尚·哈根巴赫 法比耶娜·泽勒 | 69.06%                   | [ 28 ]                   |
| 2021年法国省级选举       | 上莱茵省                 | 市镇                     |                          | 樊尚·哈根巴赫 法比耶娜·泽勒 | 36.55%                   |                          | 樊尚·哈根巴赫 法比耶娜·泽勒 | 62.03%                   | [ 28 ]                   |
| 2021年法国大区选举       | 大東部大區               | 市镇                     |                          | 让·罗特纳                   | 26.12%                   |                          | 让·罗特纳                   | 34.63%                   | [ 29 ]                   |
| 2022年法国总统选举       | 法國                     | 市镇                     |                          | 玛丽娜·勒庞                 | 29.5%                    |                          | 埃马纽埃尔·马克龙           | 51.83%                   | [ 25 ]                   |
| 2022年法国立法选举       | 上莱茵省第六选区         | 市镇                     |                          | 布律诺·富克斯               | 28.69%                   |                          | 布律诺·富克斯               | 52.09%                   | [ 25 ]                   |

## 人口
2020年，京格赛姆市镇人口数量为13,230，在法国排名第740位。其中男性6,383人，女性6,880人，75岁及以上人口占8.4%，外籍人口数量为759人，人口密度为1,978人/平方公里，当地居民被称为（男性）或（女性）。2020年，京格赛姆境内出生159人，死亡人口148人。
| 京格赛姆1900年－2020年人口变化情况 |
|                                    |
| 数据来源：Cassini、INSEE           |

## 经济
京格赛姆是米卢斯的一个近郊卫星城。截至2023年9月，京格赛姆市镇范围内共有各类用人单位（包含自雇）1,652家，平均历史为15年，其中98.85%为中小型企业（PME），2023年7月至9月间，当地的经济活力指数为0.18%。（大型零售）、（预制板）及（肉制品加工）是当地2021年营业额最高的三个企业，分别为35,079,183欧元、23,709,007欧元和23,276,528欧元。

## 财政与居民收入
2021年，京格赛姆的财政收入总额为12,584,300欧元，财政支出总额为12,316,600欧元，当年的债务总额为11,305,100欧元。2021年，京格赛姆市镇通过增值税获得356,740欧元的收入，此外当地还共获得了855,480欧元的国家直接财政补助。
2019年，京格赛姆的人均月收入总额为2,118欧元，其中高级职员为3,595欧元，低于法国平均水平（4,230欧元）；中级职员为2,355欧元，低于法国平均水平（2,411欧元）；普通职员为1,677欧元，亦低于法国平均水平（1,740欧元）。
2020年，京格赛姆境内的贫困率为11%，青壮年（15至64岁）失业率为14.7%；2022年，当地48.7%的家庭拥有纳税资格，平均纳税2,860欧元，低于法国平均水平（4,393欧元）。

## 社会事务

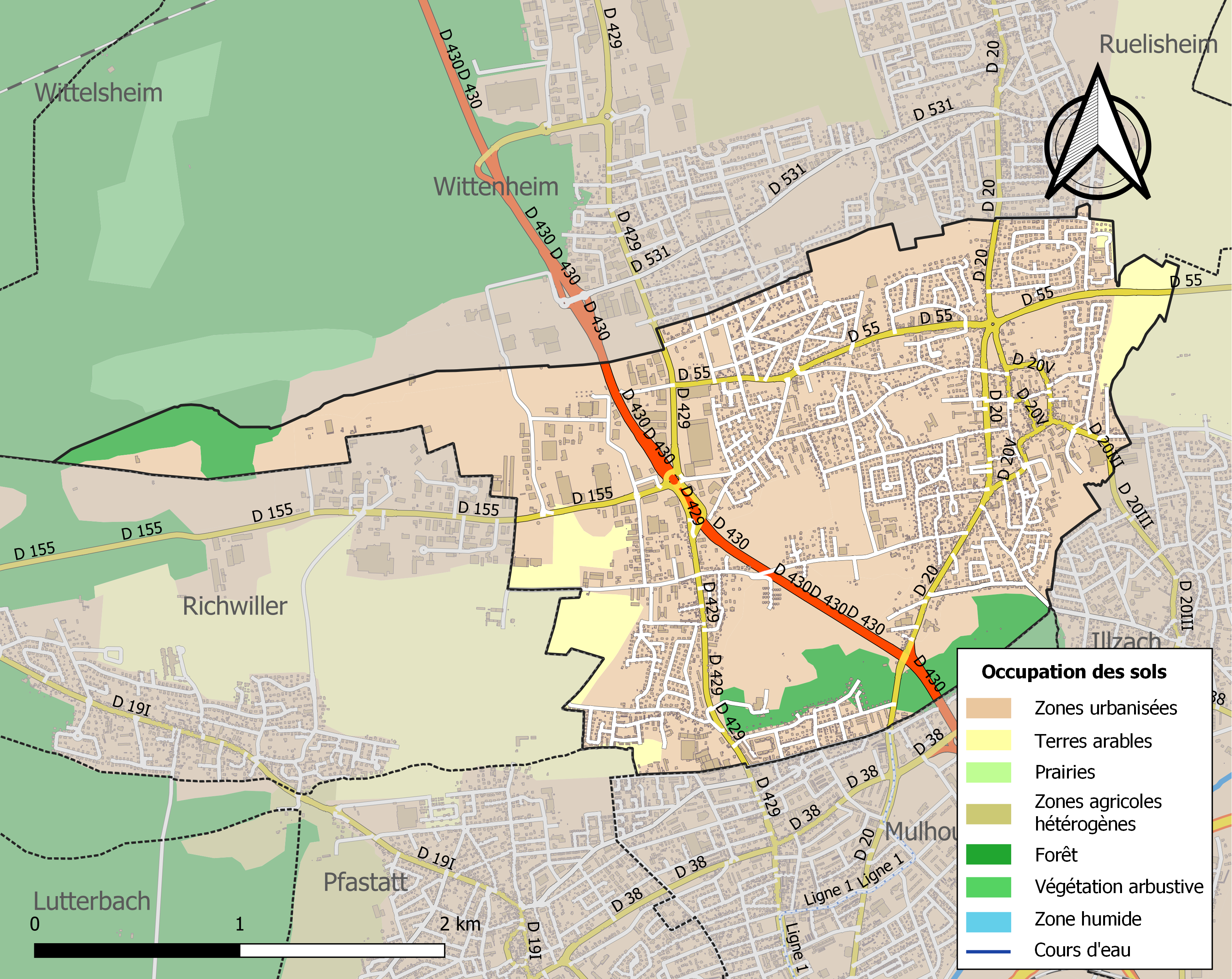
京格赛姆土地利用情况地图

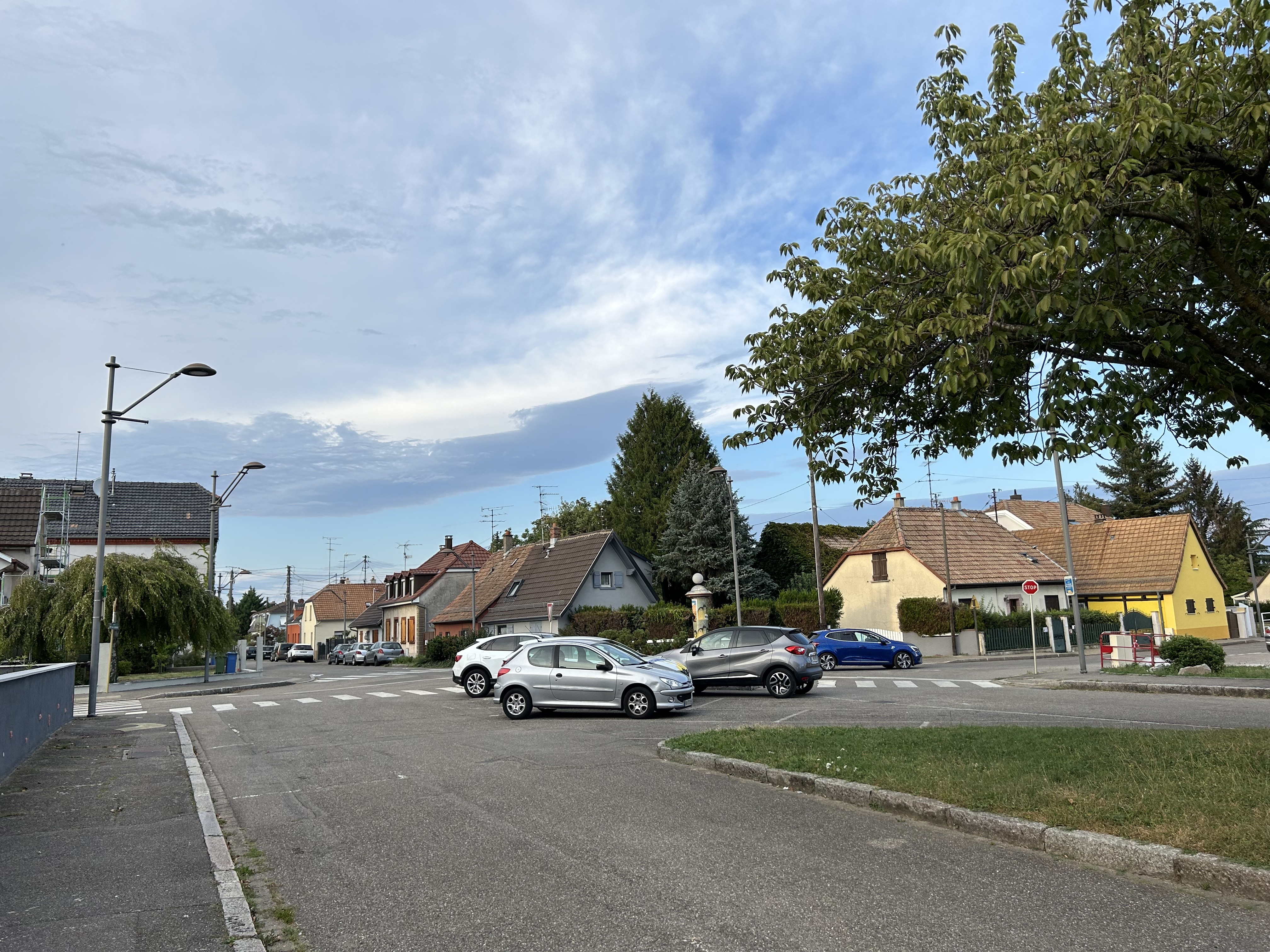
自由广场

### 教育
京格赛姆属于斯特拉斯堡学区。截至2021年1月1日，京格赛姆境内共有3所幼儿园、3所小学和1所初级中学。2021至2022学年度，京格赛姆境内共有在校中等教育阶段学生551名。

### 医疗
截至2021年1月1日，京格赛姆境内共有全科医生8名、保健师13名、牙医5名、护士17名、助产士1名、儿科医生1名和药房3家。
距离京格赛姆最近的区域性医疗机构为“米卢斯-南阿尔萨斯地区医疗集团”（Groupe Hospitalier de la région de Mulhouse et Sud Alsace），其主病区埃米尔·穆勒医院（Hôpital Emile Muller）位于米卢斯市区南部，距离京格赛姆市区的正常车程大约15分钟，该院设有床位961个，是当地规模最大的公立综合性医院。

### 住房
2019年，京格赛姆境内共有各类住房6,311套，其中52.5%为独立式居民区，47.3%为集中式居民区。常住房屋占京格赛姆市镇范围内居民建筑总量的91.2%。
在住房保障政策方面，2021年，京格赛姆境内共有877户家庭获得了住房经济补助，受益人数占总人口数量的6.6%，其中795份为房租补助。

### 商业
2021年，京格赛姆境内共有各类实体商铺247家，其中餐厅27家、大型超市4家、杂货店1家、面包房7家、肉铺2家、书店1家、银行门店3家、美容美发店22家、汽车维修店24家。镇中心和镇中心东侧分别有一家家乐福和E.Leclerc超市，镇中心西侧的卡利戈讷（Kaligone）则为开放式商业街区，有Intersport、Gifi、Kiabi、Castorama等购物商场。

### 体育
2021年，京格赛姆境内共有4间体育馆、3座综合体育场、6处网球场、4处足球或橄榄球场以及2处篮球或排球场。
截至2023年9月，京格赛姆足球俱乐部（Football Club Kingersheim，编号503962）是京格赛姆境内唯一的一家注册足球俱乐部，该足球队成立于1928年，其主队2023至2024赛季参加大东部大区足球联赛丙组（法国第八级别），其主场为费尔南·安娜球场（Stade Fernand Anna）。

### 环境
京格赛姆的环境事务由其所属的米卢斯阿尔萨斯城市圈公共社区联合各级政府协调负责。2021年，京格赛姆境内共有1家污染企业。

### 治安
维特奈姆-京格赛姆警区（zone police de Wittenheim Kingersheim）的管辖范围共包括两个市镇。2020年，该警区累计记录各类案件842起，其中盗窃类案件315起，经济类案件114起，毒品交易类案件98起。

## 文化

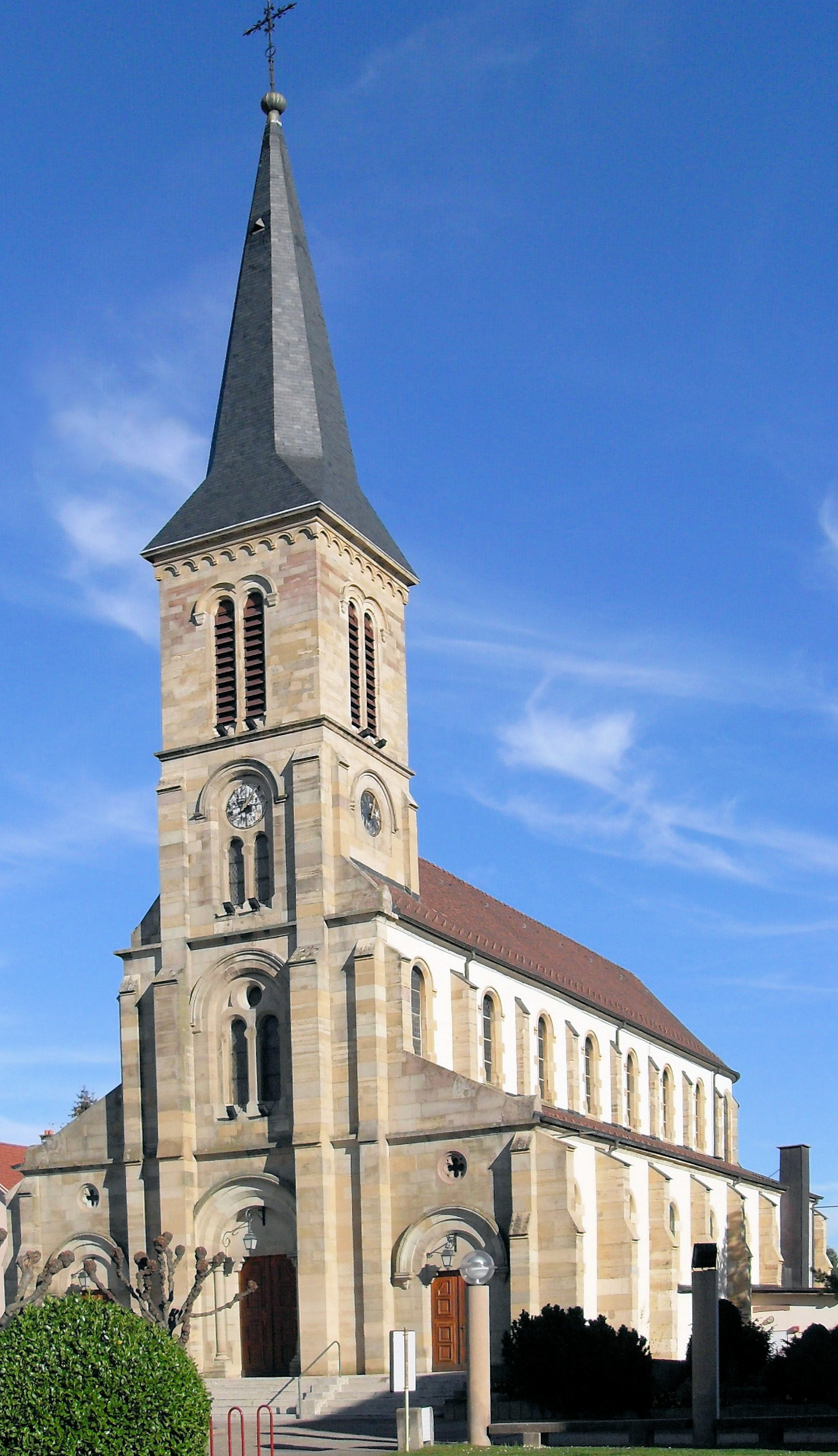
圣阿代尔夫教堂

2021年，京格赛姆境内暂无任何文化设施。京格赛姆市政府提供多媒体中心（Médiathèque de Kingersheim），每周二、三、五、六向公众开放。

### 建筑
京格赛姆境内有多处历史建筑，其中镇中心的圣阿代尔夫教堂（Église Saint-Adelphe de Kingersheim）是当地的地标性建筑物。

### 旅游
京格赛姆的旅游事务由其所属的米卢斯阿尔萨斯城市圈公共社区负责。2022年，京格赛姆境内共有1家酒店共计96间房间。

### 媒体
法国主要的媒体均可在京格赛姆接收，法国电视三台下属的大东部大区频道在部分时段播出京格赛姆所在上莱茵省的地方新闻。《阿尔萨斯报》、《阿尔萨斯最新消息》、阿尔萨斯电视台、蓝色法兰西阿尔萨斯广播等是当地主要的地方性媒体。

## 友好城市
截至2023年9月，京格赛姆共与一座城市建立了友好城市关系：
- 德国 希尔绍